# Феникс (альбом Анны Асти)
«Фе́никс» — дебютный сольный студийный альбом российской певицы Анны Асти, выпущенный 24 июня 2022 года на мета-лейбле ANNA ASTI; дистрибьютором выступил Zvonko Digital. Дата выхода приурочена к 32-летию артистки.
Это первый сольный альбом Асти в отрыве от группы Artik & Asti. Большинство песен к пластинке написаны Дмитрием Лореном, который в последнее время сотрудничал с музыкальным коллективом.

## Предыстория и релиз
3 июня 2022 года Анна Асти презентовав сингл «По барам» открыла предзаказ на альбом «Феникс», в который вошло 11 композиций.
Одноимённый сингл «Феникс» был выбран ведущим синглом с альбома. Избранный сингл — «По барам».
Также в качестве продвижения студийного альбома за несколько недель до релиза были выпущены короткие лайв-версии песен «Сорри», «Повело» и «Затмила».
24 июня 2022 года вместе с выходом студийного альбома помимо была выпущена эксклюзивная Deluxe-версия альбома «Феникс (Deluxe)» для аудиосервиса «Яндекс Музыка». Каждый из треков включает в себя дополнительно интро.

## Отзывы критиков
| Оценки критиков       | Оценки критиков       |
| Источник              | Оценка                |
| Русскоязычные издания | Русскоязычные издания |
| --------------------- | --------------------- |
| InterMedia            | 8/10                  |
| «ТНТ Music»           | без оценки            |

Алексей Мажаев — рецензент информационного агентства InterMedia, критикуя содержание альбома отметил, что у композиций «Повело» и «Сорри» неплохие перспективы, однако тому непонятна популярность дуэта с Киркоровым «Хобби». Мажаев заметил, что в альбоме есть разносторонние песни начиная от напористого хип-хопа в «Моей птичке (Intro)», заканчивая беспримесным лирическим медляком «Летаю» и автобиографичной «Анечке (Bonus track)». Работа была оценена на 8 из 10.

## Список композиций
| №                   | Название                                  | Автор(ы)                                                         | Длительность |
| ------------------- | ----------------------------------------- | ---------------------------------------------------------------- | ------------ |
| 1.                  | «Моя птичка (Intro)»                      | Анна Дзюба и Дмитрий Лорен                                       | 1:55         |
| 2.                  | «Затмила»                                 | Дмитрий Лорен                                                    | 2:51         |
| 3.                  | «Повело»                                  | Дмитрий Лорен                                                    | 2:53         |
| 4.                  | «По барам»                                | Дмитрий Лорен                                                    | 3:58         |
| 5.                  | «Химия»                                   | Анна Дзюба, Игорь Лузанов, Константин Гарбузюк и Наталья Коваль  | 2:38         |
| 6.                  | «Сорри»                                   | Дмитрий Лорен                                                    | 3:24         |
| 7.                  | «Хобби» (совместно с Филиппом Киркоровым) | Дмитрий Лорен                                                    | 3:25         |
| 8.                  | «Целуешь другую»                          | Анна Дзюба, Артур Прокопчук, Игорь Лузанов и Константин Гарбузюк | 3:22         |
| 9.                  | «Летаю»                                   | Анна Дзюба и Николай Лаптев                                      | 2:57         |
| 10.                 | «Феникс»                                  | Дмитрий Лорен                                                    | 3:50         |
| 11.                 | «Анечка (Bonus track)»                    | Дмитрий Лорен                                                    | 3:31         |
| Общая длительность: | Общая длительность:                       | Общая длительность:                                              | 34:44        |

| №                   | Название                                  | Автор(ы)                                                         | Длительность |
| ------------------- | ----------------------------------------- | ---------------------------------------------------------------- | ------------ |
| 1.                  | «Skit»                                    |                                                                  | 0:19         |
| 2.                  | «Моя птичка (Intro)»                      | Анна Дзюба и Дмитрий Лорен                                       | 1:55         |
| 3.                  | «Затмила (Intro)»                         |                                                                  | 0:29         |
| 4.                  | «Затмила»                                 | Дмитрий Лорен                                                    | 2:51         |
| 5.                  | «Повело (Intro)»                          |                                                                  | 0:23         |
| 6.                  | «Повело»                                  | Дмитрий Лорен                                                    | 2:53         |
| 7.                  | «По барам (Intro)»                        |                                                                  | 0:31         |
| 8.                  | «По барам»                                | Дмитрий Лорен                                                    | 3:58         |
| 9.                  | «Химия (Intro)»                           |                                                                  | 0:21         |
| 10.                 | «Химия»                                   | Анна Дзюба, Игорь Лузанов, Константин Гарбузюк и Наталья Коваль  | 2:38         |
| 11.                 | «Сорри (Intro)»                           |                                                                  | 0:25         |
| 12.                 | «Сорри»                                   | Дмитрий Лорен                                                    | 3:24         |
| 13.                 | «Хобби (Intro)»                           |                                                                  | 0:26         |
| 14.                 | «Хобби» (совместно с Филиппом Киркоровым) | Дмитрий Лорен                                                    | 3:25         |
| 15.                 | «Целуешь другую (Intro)»                  |                                                                  | 0:17         |
| 16.                 | «Целуешь другую»                          | Анна Дзюба, Артур Прокопчук, Игорь Лузанов и Константин Гарбузюк | 3:22         |
| 17.                 | «Летаю (Intro)»                           |                                                                  | 0:24         |
| 18.                 | «Летаю»                                   | Анна Дзюба и Николай Лаптев                                      | 2:57         |
| 19.                 | «Феникс (Intro)»                          |                                                                  | 0:23         |
| 20.                 | «Феникс»                                  | Дмитрий Лорен                                                    | 3:50         |
| 21.                 | «Анечка (Intro)»                          |                                                                  | 0:37         |
| 22.                 | «Анечка (Bonus track)»                    | Дмитрий Лорен                                                    | 3:31         |
| Общая длительность: | Общая длительность:                       | Общая длительность:                                              | 39:19        |

## Чарты
| Чарт (2022)   | Высшая позиция |
| ------------- | -------------- |
| Литва (AGATA) | 96             |